# فیت/زیرو
فیت/زیرو (ژاپنی: フェイト/ゼロ هپبورن: Feito/Zero) یک سری لایت ناول ژاپنی که توسط گن اوروبوچی نوشته شده و تاکاشی تاکئوچی آن را مصورسازی کرده‌است. فیت/زیرو پیش زمینه‌ای برای محصول قبلی تایپ-مون یعنی فیت/استی نایت بود که اولین جلد آن در ۲۹ دسامبر ۲۰۰۶ با همکاری تایپ-مون و شرکت نیتروپلاس منتشر شده‌است. داستان مجموعه به اتفاقات ده سال قبل از فیت/استی نایت بر می‌گردد و وقایع جنگ چهارم جام مقدس در شهر فویوکو را روایت می‌کند. مبارزات بین هفت جادوگر که روح هفت قهرمان حماسی رو احضار کرده‌اند بر سر جامی است که می‌تواند هر آرزویی را برآورده کند.
یک مجموعه تلویزیونی انیمه توسط استودیوی یوفوتیبل و به کارگردانی ایی آئوکی بر پایه این رمان در دو فصل جداگانه ساخته شده‌است که فصل اول آن از ۱ اکتبر ۲۰۱۱ تا ۲۴ دسامبر ۲۰۱۱ در ۱۳ قسمت به نمایش درآمد و فصل دوم آن به تعداد ۱۲ قسمت از ۷ آوریل ۲۰۱۲ شروع شده و تا ۲۳ ژوئن ۲۰۱۲ ادامه داشت. اقتباس نسخهٔ مانگا نیز توسط کادوکاوا شوتن بین سال‌های ۲۰۱۱ تا ۲۰۱۷ در مجلهٔ یانگ ایس به چاپ رسید.